# Kim Fupz Aakeson
Kim Fupz Aakeson (sinh ngày 12 tháng 9 năm 1958 tại Copenhagen) là một nhà văn, họa sĩ minh họa và nhà biên kịch người Đan Mạch và cũng đã làm việc trong nhiều ngành nghề tương tự khác. Ông ra mắt lần đầu tiên vào năm 1984 với cuốn sách dành cho trẻ em Hvem vover at vække guderne, nhưng sau đó ông đã viết cả truyện ngắn và tiểu thuyết ngoài sách dành cho trẻ em, thường là hợp tác với họa sĩ minh họa Cato Thau-Jensen. Trước đó vào năm 1982, ông ra mắt với tư cách là một họa sĩ vẽ tranh biếm họa cho album Go drop on life. Ông tốt nghiệp ngành biên kịch của trường điện ảnh năm 1996, từ đó ông đã viết cả truyện ngắn và phim truyện. Trước đây, Fupz Aakeson từng là họa sĩ minh họa tự do cho nhiều tờ báo khác nhau. Ông cũng đã từng là một nhà viết kịch cho Nhà hát Aalborg và Nhà hát Radio.

## Tiểu sử và sự nghiệp
Kim Fupz Aakeson sinh năm 1958 tại Vesterbro ở Copenhagen và lớn lên ở Hvidovre và Albertslund. Sau khi tốt nghiệp Vallensbæk Gymnasium năm 1977, Fupz Aakeson sống ở Pakistan trong 16 tháng do Tvinds Rejsende Højskole gửi đến. Vào đầu những năm 1980, ông là một họa sĩ minh họa tự do cho các tờ báo và tạp chí của Đan Mạch. Lần phát hành đầu tiên của ông mang tên chính mình là album truyện tranh "Gå løs på livet" năm 1982. Hai năm sau, ông xuất bản cuốn sách thiếu nhi đầu tiên của mình: "Hvem vover at vække guderne?". Năm 1996, Fupz Aakeson hoàn thành chương trình học của mình với tư cách là nhà biên kịch tại Trường Điện ảnh Đan Mạch và kể từ đó đã chuyển giao kịch bản cho cả phim truyện, phim ngắn, kịch phát thanh và kịch.
Kim Fupz Aakeson đã rất nghi ngờ về tương lai của mình sẽ như thế nào. Sau khi tốt nghiệp tiểu học, ông đã lấy bằng HF vào năm 1977, điều mà ông không thực sự thích vì có nhiều thứ hơn để ngồi và đọc, v.v. Ông đã vượt qua được điều này. Và sau đó ong có một chuyến đi đến Afghanistan, tuy không thành công lắm nhưng nó đã mở ra rất nhiều cơ hội, và ông phát hiện ra rằng còn có những thứ khác ngoài việc đọc và nghiên cứu. Sau đó, ông này ra ý tưởng vẽ tranh, làm đài phát thanh địa phương, vẽ truyện tranh và là thành viên của ban nhạc với các dụng cụ có phím.
Sau khi viết những mẩu báo nhỏ trong một thời gian dài, ông tình cờ tìm thấy những cuốn sách dành cho trẻ em. Mặc dù ông không biết gì về trẻ em, hoặc có bất kỳ sở thích đặc biệt nào với chúng, ông vẫn chọn viết sách cho trẻ em. Ông đã viết rất nhiều một mình, những người khác cộng tác với Eva Eriksson - trong số những thứ khác. Ông đã viết Så blev farfar et spøgelse vào năm 2004. Nhưng khi viết truyện, ông vẽ ít bản vẽ hơn và viết nhiều chữ hơn, và cuối cùng ông đã viết cuốn tiểu thuyết đầu tiên của mình. Kim Fupz Aakeson đã dần trở thành một ngôi sao nhỏ nổi tiếng ở Đan Mạch. Ông đã viết kịch bản cho một số thành công lớn nhất của phim Đan Mạch gần đây, bao gồm "The Only One", Okay và Prague, trong khi là một nhà văn, ông đã đạt được thành công lớn với các cuốn sách dành cho trẻ em của mình, bao gồm cả sách ảnh về Vitello. Xem nhanh cuốn thư mục ấn tượng của Fupz Aakeson cho thấy ông không chỉ là một trong những tác giả có năng suất cao nhất Đan Mạch, mà còn bao gồm hầu hết các thể loại: trong hơn 30 năm qua, ông đã xuất bản tiểu thuyết, tuyển tập truyện ngắn, truyện tranh, kịch và sách nhiều thể loại.
Kim Fupz Aakeson ra mắt với cuốn tiểu thuyết dành cho người lớn đầu tiên, "Min Laslo", vào năm 1993 và kể từ đó đã xuất bản thêm bảy tiểu thuyết và bốn tuyển tập truyện ngắn.

## Kịch bản phim
- 1999 Den eneste ene
- 2000 Mirakel
- 2002 Okay
- 2002 Små ulykker
- 2003 Se til venstre, der er en svensker
- 2004 Forbrydelser (với Annette K. Olesen)
- 2004 Lad de små børn...
- 2005 Anklaget
- 2005 Kinamand
- 2005 Store planer
- 2006 Prag (m. Ole Christian Madsen)
- 2006 Rene hjerter (dựa trên Alting og Ulla Vilstrup)
- 2010 En ganske rar mand
- 2011 Søndag
- 2013 Someone You love
- 2017 Jeg er William
- 2018 Vitello
- 2021 Utmark